# Cecilia Domínguez
María Cecilia Domínguez (* 8. April 1981) ist eine argentinische Biathletin und Skilangläuferin.

## Karriere

### Biathlon
María Cecilia Domínguez hatte ihre ersten internationalen Einsätze in der Saison 2007/08, wo sie an Rennen des Biathlon-Europacups teilnahm. In Obertilliach erreichte die Argentinierin den 57. Platz im Einzel und wurde 63. des Sprints. Im weiteren Saisonverlauf kamen in Langdorf die Platzierungen 47 und 53 über diese Strecken hinzu, was ihre bis heute besten Ergebnisse sind. Es dauerte bis zu den Biathlon-Südamerikameisterschaften 2012, dass Domínguez wieder in nennenswerte Erscheinung trat. Bei den als Rennserie durchgeführten kontinentalen Meisterschaften belegte sie hinter Claudia Salcedo und Mirlene Picin in Portillo Dritte Plätze im Massenstart und im Sprint und schloss die Serie dementsprechend auf dem dritten Rang der Gesamtwertung ab. Nach über sieben Jahren Abstinenz gab Domínguez im Januar 2015 in Duszniki-Zdrój ihr Comeback im IBU-Cup, Rang 79 bei ihrem ersten Rennen blieb seitdem allerdings ihre beste Platzierung. Im März 2022 nahm sie erstmals an Europameisterschaften teil, das Einzelrennen schloss Domínguez auf Position 94 ab.

### Skilanglauf
Im Skilanglauf startete sie in der Saison 2017/18 im Balkan-Cup. Ihre beste Platzierung dabei war der siebte Platz über 5 km Freistil in Metsovo. Nach zwei Siegen bei FIS-Rennen in Südamerika zu Beginn der Saison 2017/18 startete die Argentinierin bei den Olympischen Winterspielen 2018. In Pyeongchang erzielte sie den 87. Platz über 10 km Freistil. In den Jahren 2018, 2019 und 2021 gewann Domínguez weitere 12 FIS-Rennen auf ihrem Heimatkontinent. Außerdem wurde sie 2018 auch nationale Meisterin. Ein weiterer Höhepunkt für die Argentinierin wurde die Teilnahme an den Nordischen Skiweltmeisterschaften 2021 in Oberstdorf. Sie startete im Sprint und über 10 Kilometer im freien Stil und wurde 95. sowie 83.

## Teilnahmen an Weltmeisterschaften und Olympischen Spielen

### Olympische Spiele
| Jahr und Ort     | Wettbewerb | Wettbewerb | Wettbewerb | Wettbewerb | Wettbewerb | Wettbewerb |
| Jahr und Ort     | 10 km      | Skiathlon  | 30 km      | Sprint     | Staffel    | Teamsprint |
| ---------------- | ---------- | ---------- | ---------- | ---------- | ---------- | ---------- |
| 2018 Pyeongchang | 87.        | –          | –          | –          | –          | –          |

### Nordische Skiweltmeisterschaften
| Jahr und Ort    | Wettbewerb | Wettbewerb | Wettbewerb | Wettbewerb | Wettbewerb | Wettbewerb |
| Jahr und Ort    | 10 km      | Skiathlon  | 30 km      | Sprint     | Staffel    | Teamsprint |
| --------------- | ---------- | ---------- | ---------- | ---------- | ---------- | ---------- |
| 2021 Oberstdorf | 83.        | –          | –          | 95.        | –          | –          |